# Бузуляк Анатолій Віталійович
Анато́лій Віта́лійович Бузуля́к (нар. 29 листопада 1986, с. Високі Байраки, Кіровоградський район, Кіровоградська область, Українська РСР — пом. 29 липня 2014, с. Латишеве, Шахтарський район, Донецька область, Україна) — український військовослужбовець, спецпризначенець, сержант Збройних сил України.

## Життєпис
Народився в селі Високі Байраки Кропивницького району. Провчився у місцевій школі до 7-го класу, 2000 року родина переїхала в село Іванівка, до батьків матері. У шкільні роки грав у настільний теніс, брав участь в художній самодіяльності. По закінченні 11-го класу Іванівської загальноосвітньої школи вступив на природничо-географічний факультет Центральноукраїнського державного педагогічного університету імені Володимира Винниченка, де навчався протягом 2005—2009 рр., за спеціальністю ПМСО «Географія». Захоплювався туризмом, ходив у гори, займався спортом.
8 жовтня 2009 за власним бажанням призваний на військову службу 181-м територіальним центром комплектування військовослужбовцями за контрактом.
Командир відділення, заступник командира 3-ї групи спеціального призначення — командир 1-го відділення 3-ї роти спецпризначення 1-го загону спецпризначення 3-го окремого полку спецпризначення, в/ч А0680, м. Кропивницький.
З початком російської збройної агресії 6 березня 2014 вирушив на захист Батьківщини, брав участь в антитерористичній операції на Сході України. Учасник боїв за Донецький аеропорт.

### Обставини загибелі
28 липня 2014 розвідгрупа з 19 військовослужбовців 3-го полку під загальним командуванням підполковника Сергія Лисенка виїхала в район міста Сніжне на спецзавдання з евакуації пілотів збитого літака Су-25. Вони успішно провели операцію з порятунку одного пілота збитого штурмовика і заночували на території закинутої ферми поблизу села Латишеве. Власник ферми 61-річний Микола Бутрименко зустрів військових і запросив їх переночувати в ангарі, а сам виїхав до Сніжного і доніс про це терористам, які приїхали на бронетехніці й оточили ферму 29 липня. В нерівному бою під час прориву загинули 10 спецпризначенців: підполковник Сергій Лисенко, капітан Кирило Андреєнко, капітан Тарас Карпа (вважався зниклим безвісти), старшина Андрій Шершень, старшина Олексій Глобенко, сержант Анатолій Бузуляк, старші солдати Сергій Гришин (вважався зниклим безвісти), Лев Панков, Ярослав Шимчик та Роман Рикалов (вважався зниклим безвісти). Четверо бійців, які перебували в секретах, самостійно дістались до розташування своїх військ. П'ятеро поранених потрапили у полон, згодом їх звільнили за обміном.
6 серпня з Анатолієм Бузуляком та трьома його побратимами Андрієнком, Шершнем та Шимчиком прощались у Кропивницькому. Похований на кладовищі села Іванівка.
Залишились мати Галина Дмитрівна та старший брат Сергій. Отриману від держави грошову допомогу Галина Дмитрівна передала на потреби школи та дитячого садочку Іванівського НВК. На ці кошти, і за сприяння БФ «Добротвір», в Іванівці збудували дитячий майданчик у пам'ять про Анатолія Бузуляка. За вагомий внесок у волонтерську діяльність Галину Дмитрівну Бузуляк відзначено медаллю «Волонтер України» та номіновано на премію «Людина року — 2015» Кіровоградського району.
27 червня 2016 затримано зрадника Бутрименка, який навів російських терористів на місце розташування українського підрозділу.

## Нагороди та відзнаки
- Орден «За мужність» III ступеня (14.11.2014, посмертно), — за особисту мужність і героїзм, виявлені у захисті державного суверенітету та територіальної цілісності України, вірність військовій присязі[7].
- Нагрудний знак «За військову доблесть» (червень 2014).
- Медаль «За жертовність і любов до України» УПЦ КП (01.06.2016, посмертно)[8].

## Вшанування пам'яті
- 16 жовтня 2014 в селі Іванівка Кіровоградського району на будівлі Іванівського НВК відкрито меморіальну дошку на честь полеглого випускника[9].
- 28 листопада 2014 в селі Високі Байраки Кіровоградського району на приміщенні місцевої школи відкрито меморіальну дошку на честь Анатолія Бузуляка[10][11].
- У селі Іванівка одну із вулиць перейменували на честь загиблого земляка.
- У місті Кропивницькому сквер на вулиці Соборній 22 перейменовано на честь Анатолія Бузуляка.